# Mouvement de libération nationale (Guatemala)
Pour les articles homonymes, voir Mouvement de libération nationale (homonymie).
 (octobre 2023).
Si vous disposez d'ouvrages ou d'articles de référence ou si vous connaissez des sites web de qualité traitant du thème abordé ici, merci de compléter l'article en donnant les références utiles à sa vérifiabilité et en les liant à la section « Notes et références ».
Le Mouvement de libération nationale (en espagnol : Movimiento de Liberación Nacional ; MLN) est un groupe paramilitaire et un parti politique de droite fondé dans les années 1950 au Guatemala, en rupture avec le Mouvement national démocratique, et considéré par certains comme le bras politique de la « libération anticommuniste » qui renverse le gouvernement de Jacobo Árbenz Guzmán en 1954. Ce parti politique domine la vie politique du pays pendant près de 30 ans, de 1954 à 1982. Il est connu comme « le parti de la violence organisée » puisque ses dirigeants sont liés à des escadrons de la mort voués à la répression et à l'extermination des rivaux politiques, des leaders étudiants et des intellectuels du pays. Devenant un parti marginal à partir de 1985, il est finalement dissous en 2000.

## Origines
Au début de 1953, un plan préparé par des experts nord-américains est lancé pour expulser du pouvoir le président Jacobo Árbenz Guzmán. Sous l'administration du président américain Dwight D. Eisenhower, le quartier général opérationnel est installé à Opa Locka, en Floride. En août 1953, JC King, le chef de la CIA pour l'hémisphère occidental, expose au président américain le plan de l'opération PBSUCCESS (dont le budget initial est de trois millions de dollars), qui consiste à déployer une vaste opération de propagande anticommuniste visant à répandre l'idée qu'une invasion armée du Guatemala aurait lieu. Le projet bénéficie du soutien actif des dictateurs du bassin caribéen : Anastasio Somoza du Nicaragua, Marcos Pérez Jiménez du Venezuela et Rafael Leónidas Trujillo de la République dominicaine. De cette manière, c'est la CIA qui organise, finance et dirige une opération secrète au cours de laquelle les vols de B-26 et de P-47 en provenance du Nicaragua sont même autorisés.
L'opposition anticommuniste guatémaltèque étant fortement divisée, la décision de savoir lequel des opposants dirigerait l'invasion au niveau politique prend plus de temps que l'opération finale. Le colonel Carlos Castillo Armas, rival militaire déterminé du président Arbenz, est choisi. Le projet requiert la création d'un parti pour que l'action militaire ait une dimension politique et c'est ainsi que, sous la supervision du Département d'État des États-Unis, est créé le Mouvement de libération nationale, qui apparaît le 23 décembre 1953 en présentant le Plan Tegucigalpa comme plate-forme politique.

## Coup d'État de 1954
Résultat de l'opération PBSUCCESS menée par la CIA, le coup d'État de 1954 permet de déloger Jacobo Árbenz Guzmán de la présidence du pays et de le remplacer par une succession de juntes militaires, puis par Carlos Castillo Armas et le MNL.

## Gouvernement de Castillo Armas

### Élections
Après avoir promulgué un cadre juridique et électoral provisoire, la junte militaire convoque un plébiscite le 10 octobre 1954, au cours duquel Castillo Armas obtient 99,9 % des voix. Ce résultat fracassant décèle l'absence d'alternatives : lors du plébiscite, la question posée à la population est si elle l'accepte ou non comme président de la République. Le vote est d'ailleurs public et obligatoire, alors que le décompte est secret, le tout se déroulant dans un climat de terreur visant particulièrement les partisans d'Árbenz et les secteurs de gauche en général. Castillo Armas est ainsi élu président de la République pour la période se terminant au 15 mars 1960, comme l'avait établi l'Assemblée nationale constituante, élue à la même époque.
Une fois brisée la Constitution de 1945, il n’a pas été difficile de détruire le pacte de transition du commandement conclu entre Arbenz et Carlos Díaz de León. Le désir de Castillo Armas d'entrer triomphalement à Guatemala avec son « Armée de libération » constitue le point de rupture entre lui et la junte gouvernementale alors au pouvoir, notamment le colonel Elfego Monzón. Bien qu'également un fervent anticommuniste, ce dernier avait maintenu une certaine loyauté envers l'armée. Au terme d'un accord conclu à San Salvador et supervisé par l'ambassadeur américain John Peurifoy, il est accordé à Castillo Armas la présidence du pays, secondé d'un gouvernement composé d'avocats, d'hommes d'affaires et de militaires. La junte gouvernementale reconnaîtrait implicitement son autorité et celle du MLN, mais il est convenu qu'il doive combattre à mort le communisme. Le MLN prend également à ce moment le contrôle des institutions judiciaires.
Victorieux, le 3 juillet 1954, Castillo Armas est reçu à Guatemala avec les honneurs qu'il avait revendiqués pour lui-même, à la tête de l'Armée de libération.
Dès son arrivée au pouvoir, Castillo Armas et son MLN interdisent tout parti, syndicat ou association considérée de gauche et persécutent les intellectuels de gauche. Il supprime les programmes favorables aux peuples indigènes et à la classe ouvrière, impose une censure sévère et dissous le Congrès. Il abroge la Constitution de 1945 et la loi de réforme agraire qu'il fait même rétroactivement, annulant ainsi la distribution des terres aux paysans pour les restituer aux propriétaires fonciers du pays et à l'Union Fruit Company.
Lorsque le gouvernement de Castillo Armas accepte la fusion de l'armée nationale et de la plus en plus envahissante Armée de libération, une faction de l'armée régulière se révolte contre le gouvernement, le 2 août 1954.

### Le soulèvement du 2 août

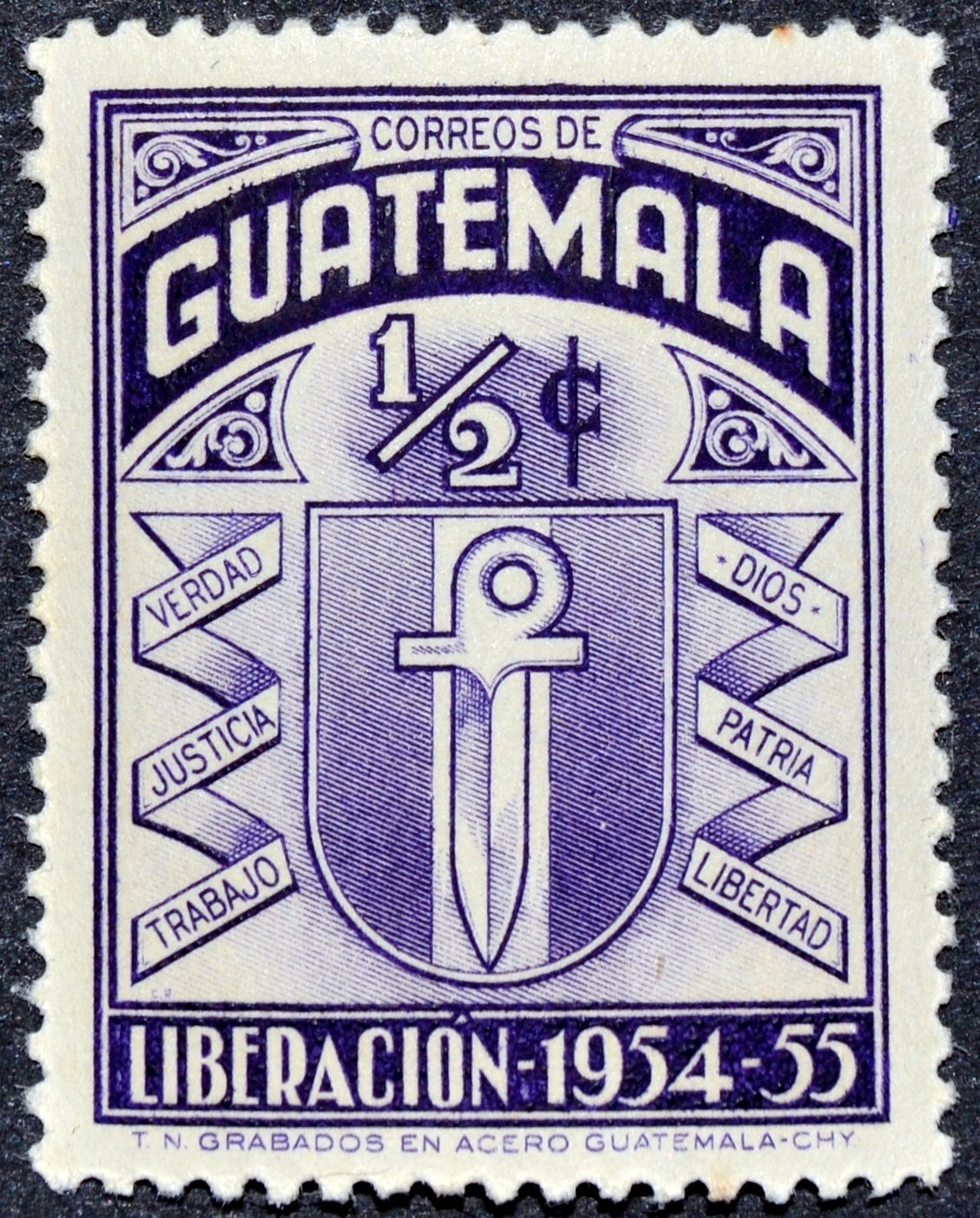
Timbre commémoratif de l'invasion de 1954.

Le 2 août 1954, un soulèvement de cadets de l'École militaire a lieu. Les troupes du MLN, composées en grande partie de mercenaires de la CIA qui se font passer pour des agriculteurs et villageois de l'est du pays, sont attaqués en pleine nuit, séquestrés puis envoyés par train dans la région de Zacapa. La faiblesse de l'armée du MLN, tout comme la complaisance de l'armée régulière lors du coup d'État de 1954, est dès lors démontrée. Carlos Castillo Armas est également capturé.
Les cadets doivent cependant se résigner. Lors d'une rencontre avec l'archevêque du Guatemala Mariano Rossell y Arellano et l'ambassadeur américain John Peurifoy, qui défendent les intérêts nord-américains, les cadets expliquent qu'ils ne font partie d'un mouvement communiste, mais se font malgré tout avertir qu'aucun nouveau soulèvement ne serait toléré sous peine d'une invasion du pays par la marine américaine. Les armes sont déposées et Castillo Armas, libéré. Plusieurs cadets sont encouragés à poursuivre leurs études à l'étranger dans d'autres domaines via des bourses.

### Exécution des principales réformes d'Árbenz
Le MLN, dirigé par Castillo Armas, arrive au pouvoir dans une période d'importantes réformes amorcées sous le gouvernement d'Árbenz Guzmán, soit la réforme agraire, la construction d'une route vers l'Atlantique, la construction du port de Santo Tomás de Castilla et la planification de la centrale hydroélectrique Jurún Marinalá, ces trois derniers projets étant conçus pour concurrencer les intérêts de l'UFCO ou des Américains. Bien que le MLN tente de mettre la hache dans tous ces projets, seule la réforme agraire ne survit pas au nouveau gouvernement. Trop importante pour l'économie du pays, Castillo Armas doit terminer la route vers l'Atlantique, qui en 1959 recueille le succès espéré par son prédécesseur. Les travaux de planification du port et de la centrale hydroélectrique sont également poursuivis et inaugurés dans les années 1970.
Le gouvernement de Castillo Armas est d'ailleurs marqué par son annulation de la réforme agraire amorcée par son prédécesseur. En juillet 1954, l'État récupère les terres auparavant octroyées aux paysans afin de les redistribuer à leurs anciens propriétaires. Ces redistributions sont marquées par de la violence et de la persécution à l'endroit de paysans. Aussi, le gouvernement en profite pour remettre sur pied l'ancien modèle de colonie féodale, imposé à l'époque de Justo Rufino Barrios qui garantissait la disponibilité d'une main-d'œuvre presque gratuite pour les plantations de café.

### Maccarthysme au Guatemala
Arrivé au pouvoir, le gouvernement libérationniste s'empresse, à la demande de la CIA qui voulait justifier son coup d'État contre l'ancien régime, de rechercher de la preuve documentaire permettant de conclure au caractère communiste des deux gouvernements précédents. L'agence américaine envoie même des agents afin de former une force de sécurité locale appliquant les principes et pratiques du maccarthysme au pays.
Des agents de renseignement de la CIA suivaient même les principaux dirigeants de l'ancien régime qui s'étaient exilés ailleurs sur le continent afin de prévenir tout danger que ceux-ci pouvaient représenter selon elle.
Le gouvernement libérationniste s'en prend également à d'autres secteurs, composés de prétendus sympathisants et collaborateurs du gouvernement antérieur. Les mesures gouvernementales touchent plusieurs pans de la société. La confiscation des avoirs et gel des comptes bancaires et des dépôts attribués à l'État, la dissolution des organisations politiques – dont le Parti guatémaltèque du travail –, syndicales et culturelles accusées de liens avec le communisme et l'habilitation par les gouverneurs départementaux de nommer et révoquer les enseignants sont des exemples de mesures. La fonction publique est particulièrement concernée par des purges au niveau de son personnel.

## Après Castillo Armas
Sur le plan politique, bien que le parti ait perdu les élections présidentielles de 1966, il réussit à gouverner de 1970 à 1974 avec le général Carlos Manuel Arana Osorio à sa tête et de 1974 à 1978 avec le général Kjell Eugenio Laugerud García. Lors des élections générales de 1978, le parti présente comme candidat présidentiel l'ancien président Enrique Peralta Azurdia (1963-1966), qui perd contre le général Fernando Romeo Lucas García. Lors de celles de 1982, le secrétaire général du parti, Mario Sandoval Alarcón, arrive second face à Ángel Aníbal Guevara, qui ne peut prendre le pouvoir, vu le coup d'État subséquent dirigé par Efraín Ríos Montt.

## Dissolution
Après sa défaite aux élections générales de 1985, le MNL ne réussit jamais à obtenir des résultats électoraux significatifs : il devient un parti marginal n'obtenant jamais plus de 5 % des voix. Aux derniers exercices électoraux, il a cherché à s'allier avec le Parti institutionnel démocratique. En déclin, faute d'ambition et de vision des dirigeants plus récents, le parti finit par disparaître complètement du Congrès de la République après les élections générales de 1999. Il est finalement officiellement dissous le 22 février 2000.

## Résultats électoraux
| Élection | Candidat                        | 1er tour | 1er tour      | 2e tour | 2e tour     |
| Élection | Candidat                        | Voix     | Pourcentage   | Voix    | Pourcentage |
| -------- | ------------------------------- | -------- | ------------- | ------- | ----------- |
| 1966     | Miguel Angel Ponciano           | 109 981  | 23,54 % (3e)  |         |             |
| 1970     | Carlos Manuel Arana Osorio      | 251 135  | 43,35 % (1er) |         |             |
| 1974     | Kjell Eugenio Laugerud García   | 298 953  | 44,61 % (1er) |         |             |
| 1978     | Enrique Peralta Azurdia         | 221 223  | 33,93 % (2e)  |         |             |
| 1982     | Mario Sandoval Alarcón          | 275 487  | 28,2 % (2e)   |         |             |
| 1985     | Mario Sandoval Alarcón          | 210 966  | 12,56 % (4e)  |         |             |
| 1990     | Luis Ernesto Sosa Avila         | 74 994   | 4,83 % (5e)   |         |             |
| 1995     | Hector Mario López Fuentes      | 35 675   | 2,30 % (8e)   |         |             |
| 1999     | Carlos Humberto Pérez Rodríguez | 13 080   | 0,60 % (9e)   |         |             |